# Feijenoord Stadion
Feijenoord Stadion nebo Stadion Feyenoord obecně známý pod přezdívkou De Kuip (škopek) je fotbalový stadion v nizozemském Rotterdamu a je domovem Feyenoordu Rotterdam, což je jeden z nejslavnějších nizozemských klubů. Feijenoord Stadion pojme 51 577 diváků.
Stadion hostil v roce 2000 několik utkání Mistrovství Evropy včetně finálového utkání mezi Francií a Itálií (Francie zvítězila 2:1 v prodloužení).

## Diváci
Průměrný počet diváků v letech 1937–2007:

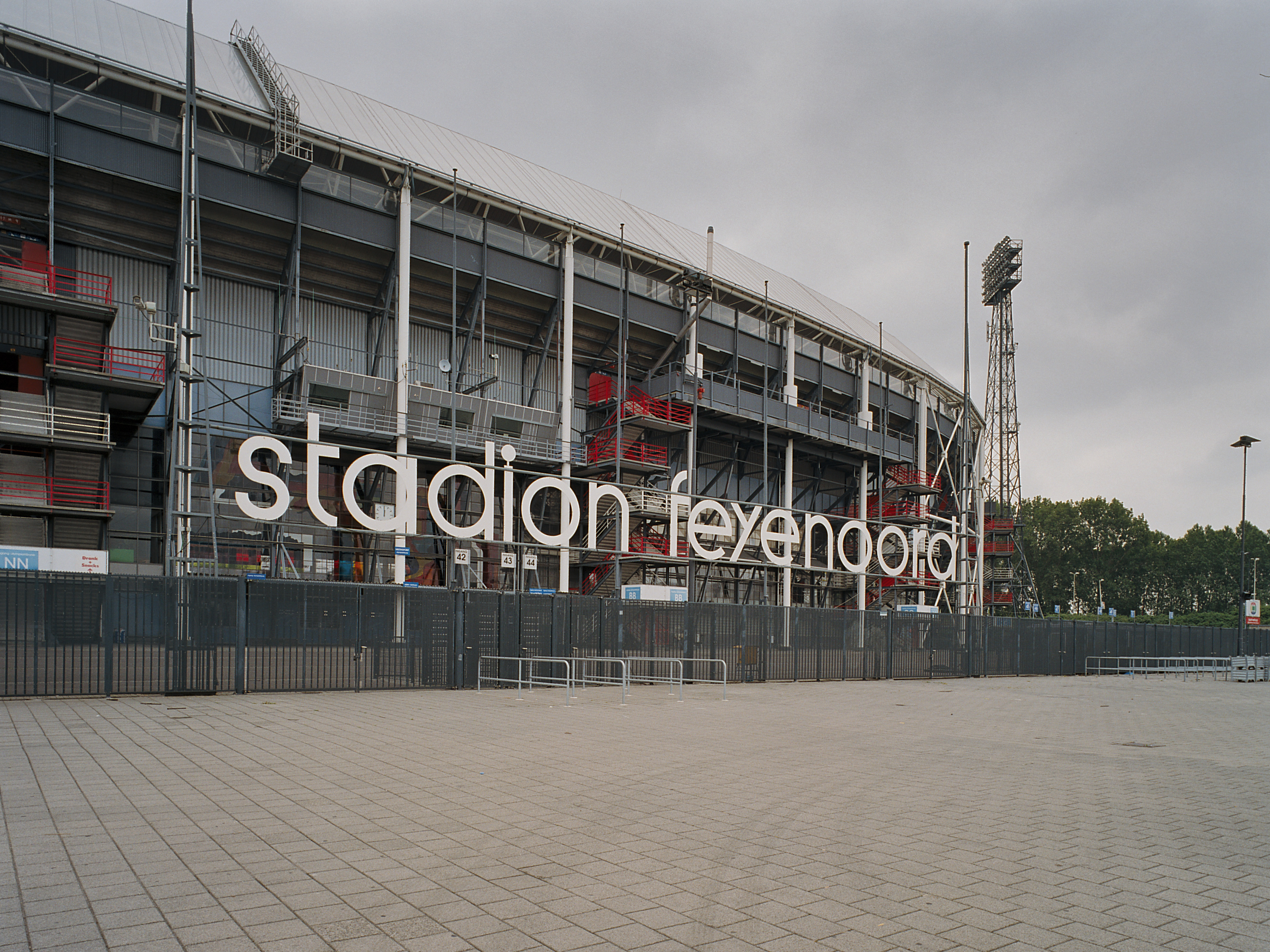
Feijenoord Stadion

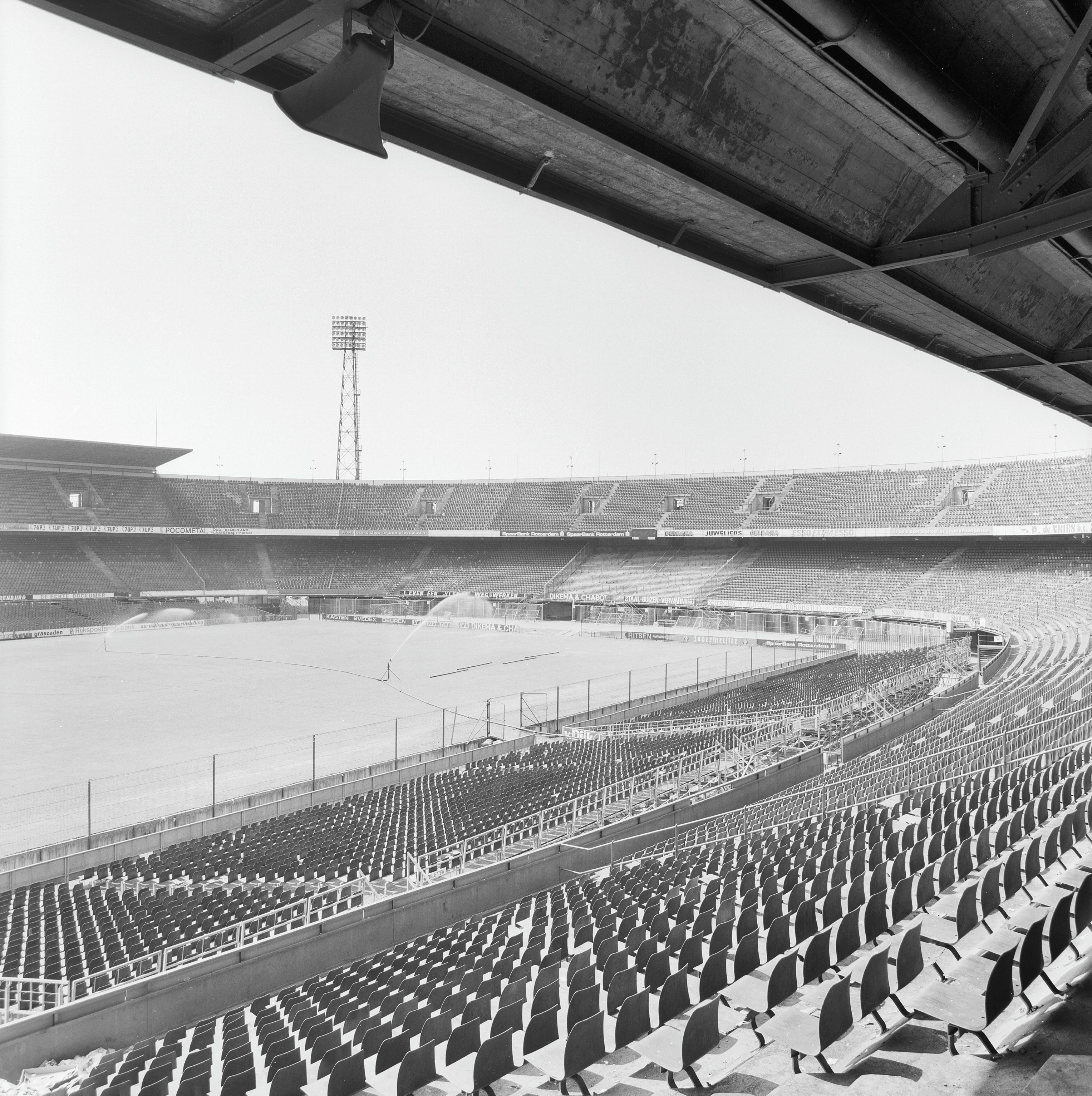
Historická fotografie